# Samueli Naulu
Samueli Naulu (Suva, Fiji, 5 de febrer de 1982 - 30 de maig de 2013) va ser un jugador de rugbi a XV que juga al lloc d'extrem.